# Düdjom Rinpoche
| Tibetische Bezeichnung                    |
| ----------------------------------------- |
| Tibetische Schrift: bdud 'joms rin po che |
| Chinesische Bezeichnung                   |
| Vereinfacht: 敦珠法王                     |
| Pinyin:Dūnzhū fǎwáng                      |

Düdjom Rinpoche (tib.: bdud 'joms rin po che) ist der Titel einer Trülku-Linie der Nyingma-Schule des tibetischen Buddhismus. 

## Liste der Düdjom Rinpoches
1. Düdjom Lingpa (1835–1904)
2. Jigdral Yeshe Dorje (1904–1987)
3. Sangye Pema Yerpa[2] (seit 1990)